# Kochertal zwischen Westheim und Steinbach einschließlich Klingenbach sowie Geiß- und Eselsklinge
Das Naturschutzgebiet Kochertal zwischen Westheim und Steinbach einschließlich Klingenbach sowie Geiß- und Eselsklinge liegt auf dem Gebiet der Gemeinden Michelbach an der Bilz sowie Rosengarten und der Stadt Schwäbisch Hall im Landkreis Schwäbisch Hall in Baden-Württemberg.

## Lage
Das Gebiet erstreckt sich etwa zehn Kilometer lang westlich des Kernortes Michelbach an der Bilz entlang dem Kocher, der dort durch die weiten Schlingen seines Kerb- und Kerbsohlentals im Oberen Muschelkalk an alten Talterrassen und Umlaufbergen vorbeizieht und umfasst auch untere Talabschnitte mancher Nebenbäche (Michelbach, Remsbach, Luckenbach und andere). Das Tal wird im oberen Teil von einer Kreisstraße gequert, ganz zuunterst läuft von Tullau an eine weitere Kreisstraße darin, ansonsten gibt es im Tal nur Wirtschaftswege, die teils an Prallhängen und vor feuchten Talwiesen enden. Über dem Tal verlaufen im Westen die B 19 und im Osten die Landesstraße L 1055 in teils recht großem Abstand.

## Bedeutung
Das 221,0 ha große Gebiet ist seit dem 31. Juli 1996 unter der NSG-Nr. 1.218 als Naturschutzgebiet ausgewiesen. Es handelt sich um eine „offene, reizvolle, zumeist landwirtschaftlich genutzte Talaue mit vielfältiger Flora und Fauna,“ um ein „lokal bedeutsames Brut- und Rastgebiet gefährdeter und geschützter Vogelarten.“ Es sind „oft sehr steile, zumeist bewaldete Taleinhänge und Klingen mit z. T. sehr seltenen, schutzbedürftigen Arten. Die Rückführung von landwirtschaftlich genutzten Ackerflächen in der Talaue des Kochers in Grünland und der Umbau nicht standortgerechter Nadelbaumbestände in naturnahe, standortgerechte Laubmischwälder werden angestrebt.“